# Because of You (cançó de Gustaph)
"Because of You" és una cançó del cantant belga Gustaph, llançada com a senzill el 13 de gener de 2023. Està previst que la cançó representi Bèlgica al Festival de la Cançó d'Eurovisió 2023 després de guanyar Eurosong 2023, la final nacional de Bèlgica per al Festival d'Eurovisió 2023.

## Fons
En una entrevista al lloc de fans d'Eurovisió ESC Bubble, Gustaph va comparar les seves dues cançons per a Eurosong 2023, "The Nail" i "Because of You". A l'entrevista, va descriure ambdues cançons com una crida a celebrar la llibertat i "l'alegria de ser tu mateix". Gustaph, que és membre de la comunitat LGBTQ+, va dir que les seves experiències d'estar a la comunitat i voler ser ell mateix van inspirar ambdues cançons. No obstant això, va descriure "Because of You" com una cançó més lleugera de "l'himne del club".

## Festival de la Cançó d'Eurovisió

### Eurosong 2023
L'Eurosong 2023 va ser la final nacional que es va utilitzar per seleccionar la participació de Bèlgica al Festival de la Cançó d'Eurovisió 2023. La competició constava de cinc espectacles del club de cançons pregravats que es van emetre entre el 9 i el 13 de gener de 2023, seguits d'una final en directe el 14 de gener de 2023 on es va seleccionar la cançó i l'artista guanyadors.

### A Eurovisió
D'acord amb les regles d'Eurovisió, tots els països participants, a excepció de la nació amfitriona i els "Cinc grans", formats per França, Alemanya, Itàlia, Espanya i el Regne Unit, han de classificar-se en una de les dues semifinals per tal de competir per la final; els deu primers països de cada semifinal passen a la final.

## Gràfiques
| Gràfic (2023)                 | Posició màxima |
| ----------------------------- | -------------- |
| Bèlgica (Ultratop 50 Flandes) | 3              |